# Jesse James
Jesse Woodson James, född 5 september 1847 i Kearney i Missouri, död 3 april 1882 i Saint Joseph i Missouri, var en legendarisk amerikansk revolverman och brottsling.

## Biografi
Jesse James liv, som omfattade såväl bankrån som tågrån, har skildrats i filmer och ballader. Han var medlem i William Quantrills sydstatsgerilla under amerikanska inbördeskriget.
Han gifte sig 24 april 1875 med Zerelda Mimms och de fick två barn.
James blev ihjälskjuten av Bob Ford som var en av medlemmarna i James rånarliga. Vid tillfället för dödsskjutningen bodde Bob Ford och hans bror Charley Ford hemma hos James i syfte att förbereda ett rån. De bodde där som hans kusiner, vilket de inte var. Enligt Fords redogörelse gav James mer eller mindre upp i sitt eget hem när han förstod att Ford var där på uppdrag av guvernören för att arrestera James. Jesse James tog av sig sitt revolverbälte (något som han aldrig annars gjorde) och ställde sig för att putsa en tavla. Då såg Ford sin chans och sköt James bakifrån.
Jesse James har kommit att beskrivas som lite av "Vilda Västerns Robin Hood", men det finns inga bevis på att han någonsin delade med sig av sitt byte till behövande.

## Jesse James gäng
- James Robert Cummins/Cummings "Windy Jim" ?–1928/1929
- Robert Newton Ford 1860–8 juni 1892
- Alexander Franklin "Frank" James 10 januari 1843–18 februari 1915
- Clell (McClelland) Miller ?–1876